# جون سانبورن فيليبس
جون سانبورن فيليبس (بالإنجليزية: John Sanborn Phillips)‏ هو محرر وصحفي وشخصية أعمال أمريكي، ولد في 1861، وتوفي في 1949.